# Spiveys Corner, North Carolina
Spiveys Corner, North Carolina (енгл. Spiveys Corner) насељено је место без административног статуса у америчкој савезној држави Северна Каролина.

## Демографија
По попису из 2010. године број становника је 506, што је 58 (12,9%) становника више него 2000. године.
| Група             | 2000.       | 2010.       |
| Белци             | 253 (56,5%) | 321 (63,4%) |
| Афроамериканци    | 170 (37,9%) | 112 (22,1%) |
| Азијати           | 0 (0,0%)    | 0 (0,0%)    |
| Хиспаноамериканци | 25 (5,6%)   | 65 (12,8%)  |
| Укупно            | 448         | 506         |